# کرار جاسم
کرار جاسم محمد المحمودی (۱۵ مارس ۱۹۸۷ در نجف) بازیکن سابق فوتبال عراقی است.

## دوران باشگاهی
نمایش تأثیرگذار برای تیم نجف در لیگ قهرمانان آسیا ۲۰۰۷، جایی که او دو گل در شش بازی به ثمر رساند، کرار جاسم محمد را به قطر آورد و در اوایل ژوئن ۲۰۰۷ با الوکره امضا کرد. در سال ۲۰۰۹، کرار برای طرف ایرانی باشگاه فوتبال تراکتورسازی تبریز برای یک فصل امضا کرد. او در ماه مه سال ۲۰۱۱ توسط تراکتورسازی برای رفتار بی‌احترامی به داورها کنار گذاشته شد. در تاریخ ۴ ژوئن ۲۰۱۱، کرار مبنی بر یک قرارداد دو ساله به تیم فوتبال استقلال تهران پیوست. اما در ژانویه ۲۰۱۲ در اواسط ماه پس از اختلاف با هافبک و کاپیتان دوم تیم مجتبی جباری در ماه ژانویه اخراج شد. او سپس به شاهین بوشهر قرض داده شده و سپس به عجمان امارات و به‌طور قرضی به نجف نقل مکان کرد.
در تاریخ ۴ ژوئیه ۲۰۱۴، کرار با امضای قراردادی دو ساله به استقلال تهران بازگشت. جاسم با موافقت دو طرف در روز ۲۹ نوامبر ۲۰۱۵ پس از مشکلات مالی طولانی مدت با باشگاه ایرانی از باشگاه خارج شد.
در تاریخ ۲۲ ژوئن ۲۰۱۶ با قراردادی یکساله به تراکتورسازی تبریز پیوست.
کرار سومین گلزن خارجی تاریخ تراکتور با ۱۴ گل و دومین پاسور تاریخ تراکتور با ۸ پاس گل است وی همچنین با ۷۱ بازی رسمی برای تراکتور بیشترین بازی بین بازیکنان خارجی تراکتور را داراست.
او در ابتدای سال ۲۰۲۵ از فوتبال خداحافظی کرد.

## آمار باشگاهی
- آمار پاس گل

| فصل   | تیم     | پاس گل |
| ----- | ------- | ------ |
| ۰۹–۱۰ | تراکتور | ۱      |
| ۱۰–۱۱ | تراکتور | ۸      |
| ۱۱–۱۲ | استقلال | ۱      |
| ۱۴–۱۵ | استقلال | ۱۰     |

## سابقه ملی
وی در سال ۲۰۰۴ و در المپیک آتن با تیم ملی عراق بسیار خوب ظاهر شد و تیم عراق عنوان چهارم این رقابت‌ها را کسب کرد. کرار در مرحله یک چهارم نهایی المپیک آتن زننده تنها گل تیمش برابر استرالیا بود که منجر به صعود عراق به مرحله نیمه نهایی و قرار گرفتن بین چهار تیم برتر المپیک آتن شد. کرار در چارچوب مسابقات مقدماتی المپیک ۲۰۰۸ سه گل برای تیم ملی کشورش به ثمر رسانید که از جمله آن‌ها می‌توان به دو گل پیروزی بخش برابر تایلند و کره شمالی اشاره کرد.

## گل‌های ملی
| #  | تاریخ          | محل                                    | حریف      | نمره | نتیجه  | رقابت                                      |
| -- | -------------- | -------------------------------------- | --------- | ---- | ------ | ------------------------------------------ |
| ۱. | ۱۳ ژوئیه ۲۰۰۷  | ورزشگاه راجامانگالا، بانکوک            | استرالیا  | ۳–۱  | پیروزی | جام ملت‌های آسیا ۲۰۰۷                       |
| ۲. | ۱۳ ژوئیه ۲۰۰۹  | ورزشگاه بین‌المللی ملت، بغداد           | فلسطین    | ۴–۰  | پیروزی | بازی دوستانه                               |
| ۳. | ۱۹ ژانویه ۲۰۱۱ | ورزشگاه احمد بن علی علی شهرداری الریان | کره شمالی | ۱–۰  | پیروزی | جام ملت‌های آسیا ۲۰۱۱                       |
| ۴. | ۲۹ فوریه ۲۰۱۲  | ورزشگاه حمد کبیر، دوحه                 | سنگاپور   | ۷–۱  | پیروزی | مرحله مقدماتی جام جهانی فوتبال ۲۰۱۴ (آسیا) |
| ۵. | ۲۸ مه ۲۰۱۲     | ورزشگاه احمد بن علی ،شهرداری الریان    | بوتسوانا  | ۱–۱  | مساوی  | بازی دوستانه                               |
| ۶. | ۱۹ نوامبر ۲۰۱۳ | ورزشگاه گلورا بونگ کارنو، جاکارتا      | اندونزی   | ۲–۰  | پیروزی | مرحله مقدماتی جام ملت‌های آسیا ۲۰۱۵         |

## افتخارات
- نایب قهرمانی جام حذفی فوتبال ایران ۹۱–۹۰ به همراه شاهین بوشهر
- قهرمانی جام حذفی فوتبال ایران ۱۲–۲۰۱۱ به همراه استقلال
- قهرمانی لیگ برتر فوتبال عراق ۱۹–۲۰۱۸ به همراه الشرطه
- قهرمانی سوپرجام فوتبال عراق ۲۰۱۹ به همراه الشرطه
- نایب قهرمانی بازی‌های آسیایی ۲۰۰۶ به همراه تیم ملی فوتبال عراق
- قهرمانی جام ملت‌های آسیا ۲۰۰۷ به همراه تیم ملی فوتبال عراق
- مقام سوم جام ملت‌های عرب ۲۰۱۲ به همراه تیم ملی فوتبال عراق